# Gran Teatro Ignacio de la Llave
El Gran Teatro Ignacio de la Llave es un edificio de mediados del siglo XIX, ubicado en la ciudad mexicana de Orizaba. El inmueble es escenario habitual de recitales, conciertos, espectáculos de danza clásica y contemporánea. Asimismo es la sede de la Orquesta Clásica de Orizaba. Fue construido a iniciativa a iniciativa del General Ignacio de la Llave en 1855 siendo encargado del diseño y la construcción el arquitecto Joaquín Huerta e inaugurado en 1875.

## Historia

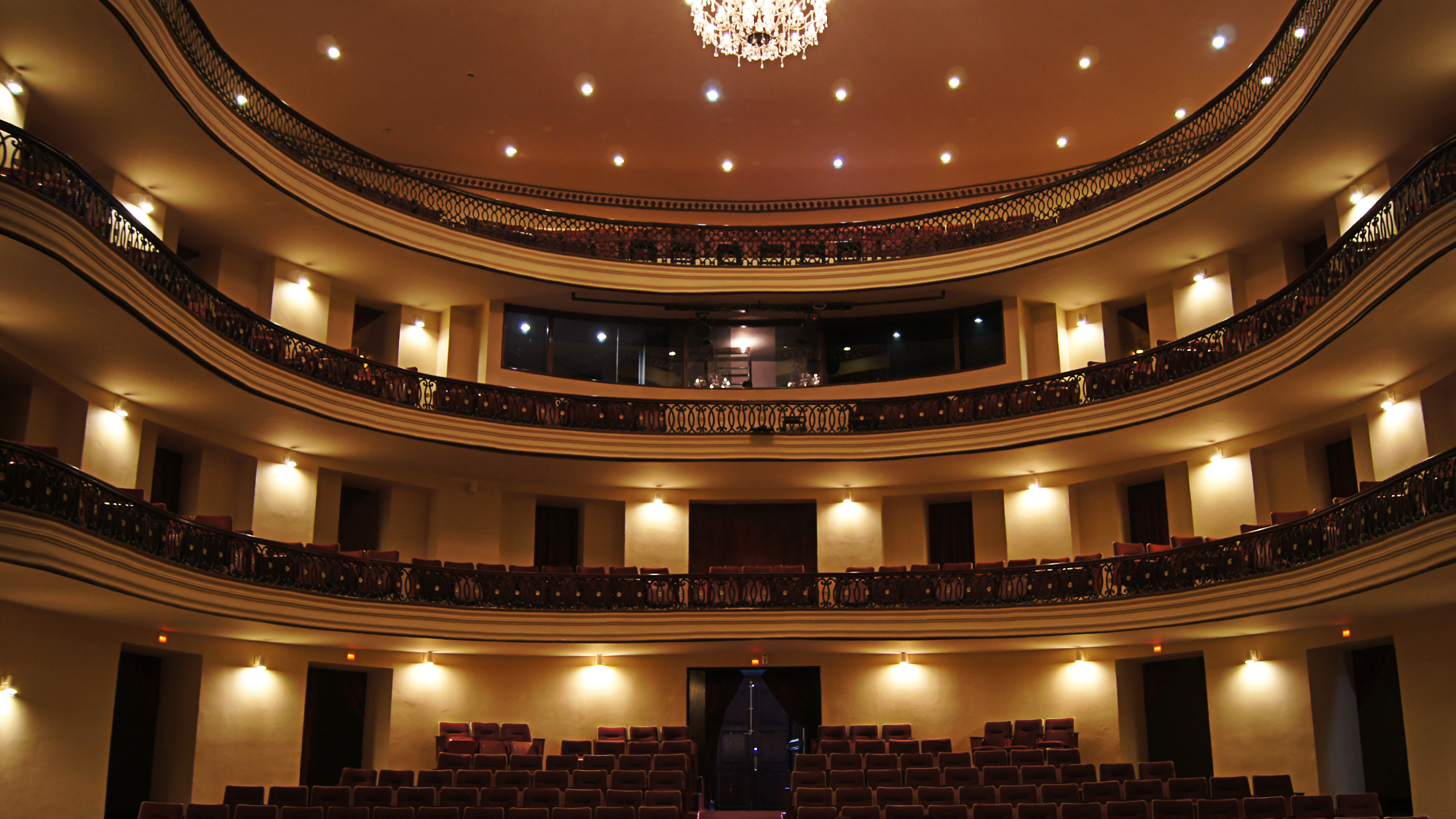
Interior del Teatro

El teatro fue construido a iniciativa del ilustre orizabeño y gobernador del estado de Veracruz el General Ignacio de la Llave, (cuyo nombre también lo tiene el estado de Veracruz). El General de la Llave fue asesinado en 1863 y años después la ciudad de Orizaba decidió dar su nombre al teatro inaugurado en 1875 con la presentación de la cantante de ópera contralto María Jurieff.
En la década de los sesenta funcionó como cinema.
En 1973 fue sacudido por un terremoto que lo destruyó casi por completo. Su restauración tardó doce años siendo reinaugurado en 1985.
En 2011 el ayuntamiento de la ciudad realizó nuevos trabajos de restauración del recinto al ser considerado un patrimonio cultural de la ciudad, siendo inaugurado a finales de 2012.
Actualmente es la sede del tradicional grito de Independencia durante las fiestas patrias de septiembre en Orizaba.

## Estilo
Es un teatro tipo italiano estilo neoclásico. Su autor fue el arquitecto Joaquín Huerta. Inicialmente contaba con una cubierta de madera, la cual fue reemplazada en 1865 por una cubierta metálica siendo ésta la primera usada en el país.